# Никольское (село, Рыбинский район)
Никольское – село, центр Николо-Кормской сельской администрации Покровского сельского поселения Рыбинского района Ярославской области .

Современная часть села, снимок с дороги Р-104

Село расположено на автомобильной дороге Р104 на участке Углич-Рыбинск, между селом Николо-Корма и деревней Мостовица. Село, как и дорога, ориентировано с юго-запада на северо-восток. В направлении Углича, в юго-западной части село вплотную примыкает к селу Никола-Корма, на северо-востоке по окраине села с северо-запада на юго-восток протекает река Корма . Севернее на левом берегу реки ранее находились здания правления колхоза и другие хозяйственные постройки, ныне превращенные в руины. Сохранилась в действующем состоянии только лесопилка. Выше моста имеется плотина, образующая на реке пруд.
Деревня Никольское указана на плане Генерального межевания Рыбинского уезда 1792 года.

Старинная часть села стоит на дороге Р-104

Село состоит из двух разнохарактерных частей. Старая часть выстроена вдоль автомобильной дороги, это традиционная застройка, рубленные избы, фасадами на улицу. Новая часть расположена в западной части, на некотором удалении от дороги, строилась она в 1960-1980 годы. Это двухэтажные дома типовых проектов из силикатного кирпича на несколько квартир. Там же расположены построенные одновременно с домами школа и клуб. Численность постоянного населения на 1 января 2007 года – 302 человека .
В селе находится почтовое отделение, школа (носит традиционное название, по соседнему селу Николо-Кормская ), клуб, магазины. Автобус связывает село с Рыбинском, Мышкиным и Угличем. Администрация сельского поселения в поселке и центр врача общей практики находится в посёлке Искра Октября. Действующая церковь и кладбище в соседнем селе Николо-Корма.
Почтовое отделение обслуживает в селе дома на шести улицах: Молодёжная (6 домов), Мира (24 дома), Лесная (8 домов), Цветочная (29 домов), Центральная (57 домов), Сельскохозяйственная (23 дома). Кроме села, почтовое отделение отслуживает населённые пункты в южной части Покровского сельского поселения: Большое Высоко, Вальцово, Гладышево, Городок, Григорково, Дегтярицы, Калинкино, Коркодиново, Кочевка-1, Кочевка-2, Крутец, Лебедево, Малое Высоко, Мостовица, Николо-Корма,  Омляково,Петрунино, Полежаево, Соколово, Тимошкино, Чайлово, Юркино .